# Eisenbahnunfall von Andria

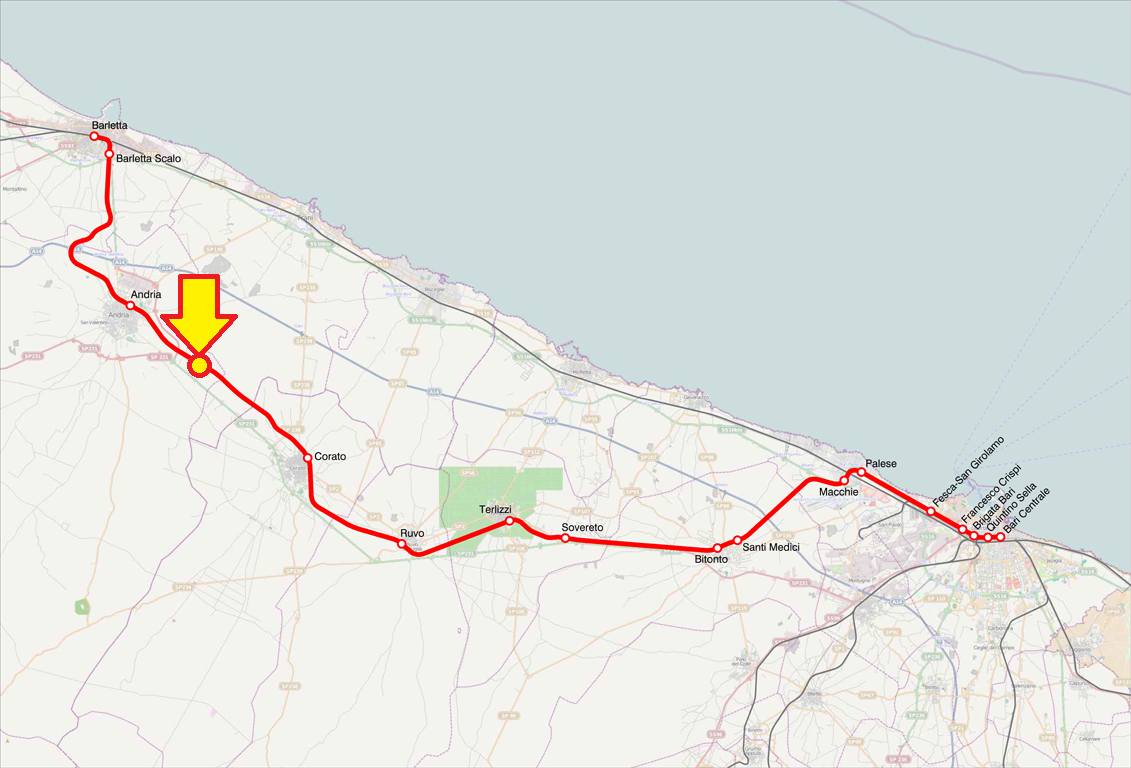
Lage der Unfallstelle auf der Bahnstrecke Bari–Barletta

Der Eisenbahnunfall von Andria ereignete sich am 12. Juli 2016 zwischen Andria und Corato in der italienischen Region Apulien.
Auf der Bahnstrecke Bari–Barletta stießen zwei Personenzüge frontal zusammen. Dabei starben 23 Menschen und etwa 50 wurden verletzt.

## Ausgangslage

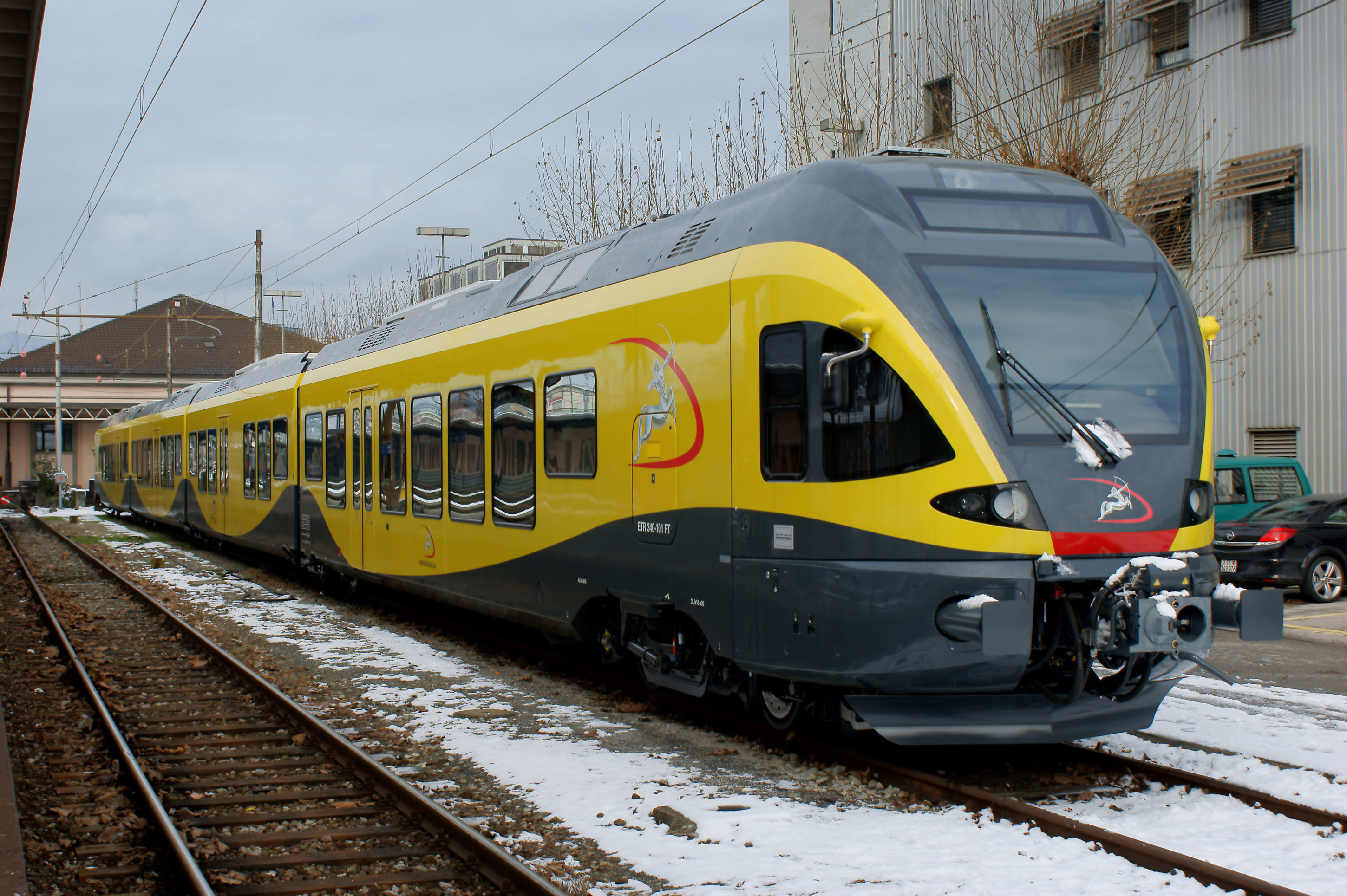
Stadler Flirt der Ferrotramviaria

Die Bahnstrecke Bari–Barletta führt mit einem Streckenast über den Flughafen Bari. Sie ist in Normalspur ausgeführt, mit 3 kV Gleichspannung elektrifiziert und verfügt sowohl über eingleisige als auch zweigleisige Abschnitte. Die Ferrotramviaria betreibt hier den Schienenpersonennahverkehr. Die Zugsicherung in dem entsprechenden eingleisigen Abschnitt erfolgt im Zugmeldebetrieb („blocco telefonico“) durch die telefonische Verständigung der benachbarten Fahrdienstleiter miteinander, ohne technische Sicherung.
Bei den beteiligten Fahrzeugen handelte es sich um zwei vierteilige Triebzüge der Ferrotramviaria der Typen Alstom Coradia Meridian und Stadler Flirt, die in der zweiten Hälfte der 2000er-Jahre in Dienst gestellt wurden. Die Züge verkehrten als ET 1016 von Bari nach Barletta und als ET 1021 von Barletta nach Bari. 
Zum Unfallzeitpunkt herrschte sonniges Wetter. Allerdings verläuft die Strecke in dem entsprechenden Abschnitt in einer unübersichtlichen Kurve durch Olivenhaine, so dass die Triebfahrzeugführer den jeweils auf sie zukommenden Zug erst sehr spät gesehen haben können.

## Unfallhergang

Bildfahrplan des Unfallhergangs

Die Züge ET 1642 und ET 1016 sollten planmäßig aus Richtung Corato um 10:37 bzw. 10:56 in Andria ankommen. Für letzteren Zug war dort fahrplanmäßig eine Kreuzung mit dem entgegenkommenden Zug ET 1021 vorgesehen. Aufgrund von Verspätungen kam der Zug ET 1642 jedoch erst um 11:00 in Andria an, der nachfolgende Zug ET 1016 befand sich zu diesem Zeitpunkt noch in Corato. Nach der Ankunft des Zuges ET 1642 ließ der Fahrdienstleiter Andria den Zug ET 1021 mit zwei Minuten Verspätung nach Corato ausfahren. Gleichzeitig ließ der Fahrdienstleiter Corato die Abfahrt von Zug ET 1016 in Richtung Andria zu.
Somit waren die beiden Triebzüge auf dem eingleisigen Abschnitt zwischen Corato und Andria in entgegengesetzter Richtung unterwegs. Um 11:06 Uhr stießen sie bei Streckenkilometer 51,0 mit jeweils 100 und 90 km/h auf offener Strecke frontal zusammen, ohne dass auch nur einer der beiden Triebfahrzeugführer noch gebremst hätte.

## Folgen

### Opfer
23 Menschen starben, weitere 50 wurden verletzt. Einer der Triebfahrzeugführer kam mit schweren Verletzungen in ein Krankenhaus, der andere Lokführer starb.
Nach ersten Meldungen sollte sich unter den Toten auch ein Landwirt befunden haben, der auf einer Olivenplantage in der Nähe der Unfallstelle arbeitete und durch ein weggeschleudertes Metallstück schwer verletzt wurde. Dies erwies sich als Falschmeldung. Alle Toten waren – neben dem Lokführer – Reisende in den betroffenen Zügen gewesen.

### Rettung
200 Rettungskräfte der Polizei, der Esercito Italiano, der Feuerwehr und Notärzte halfen vor Ort. Neben der Unfallstelle wurde ein Feldlazarett errichtet.

### Reaktionen

#### Unmittelbare Reaktionen
Der italienische Ministerpräsident Matteo Renzi, der sich zum Unfallzeitpunkt in Mailand befand, besuchte die Unfallstelle und forderte die schnelle Aufklärung der Ursache. Bundestagspräsident Norbert Lammert drückte in einem Brief an die Präsidentin der italienischen Abgeordnetenkammer, Laura Boldrini, sein Mitgefühl gegenüber den Opfern aus.

#### Strafrechtliches Verfahren
Der Staatsanwalt in Trani hat eine Ermittlung wegen gefährlichen Eingriffs in den Schienenverkehr und Totschlag eingeleitet.

#### Reaktion der Sicherheitsbehörden
Die Strecke blieb für den Eisenbahnverkehr gesperrt und soll erst wieder freigegeben werden, wenn 2017 die Zugsicherung mit Streckenblock installiert ist.
Anfang September 2016 wurden die drei apulischen Privatbahnen, Ferrotramviaria, Ferrovie del Sud Est und Ferrovie del Gargano der nationalen Behörde für Bahnsicherheit, Agenzia Nazionale per la Sicurezza delle Ferrovie, unterstellt, die bisher nur für das Netz der Rete Ferroviaria Italiana zuständig war. Weitere Privatbahnen sollen folgen. Zum 1. Oktober 2016 ordnete die Eisenbahnaufsicht für ganz Italien eine Geschwindigkeitsbeschränkung von 50 km/h für alle Strecken ohne technische Blocksicherung an.